# Ricardo Serrano González
Ricardo Serrano González (Valladolid, 4 d'agost de 1978) és un ciclista espanyol que fou professional entre el 2003 i setembre del 2009, quan fou inhabilitat per la Unió Ciclista Internacional per haver donat positiu en un control antidopatge.
La seva principal victòria fou una etapa del Tour de Romandia de 2009.

## Palmarès
- 2002
  - 1r a la Cursa Ciclista del Llobregat
  - Vencedor d'una etapa a la Volta a Extremadura
- 2003
  - Vencedor de la classificació de la muntanya del Gran Premi CTT Correios de Portugal
- 2006
  - 1r de la Volta a La Rioja, vencedor d'una etapa i 1r de la classificació per punts
- 2009
  - Vencedor d'una etapa del Tour de Romandia

### Resultats al Giro d'Itàlia
- 2007. 102è de la classificació general
- 2009. Abandona (15a etapa)

### Resultats a la Volta a Espanya
- 2004. Abandona (13a etapa)
- 2008. Abandona (4a etapa)